# Aleramo

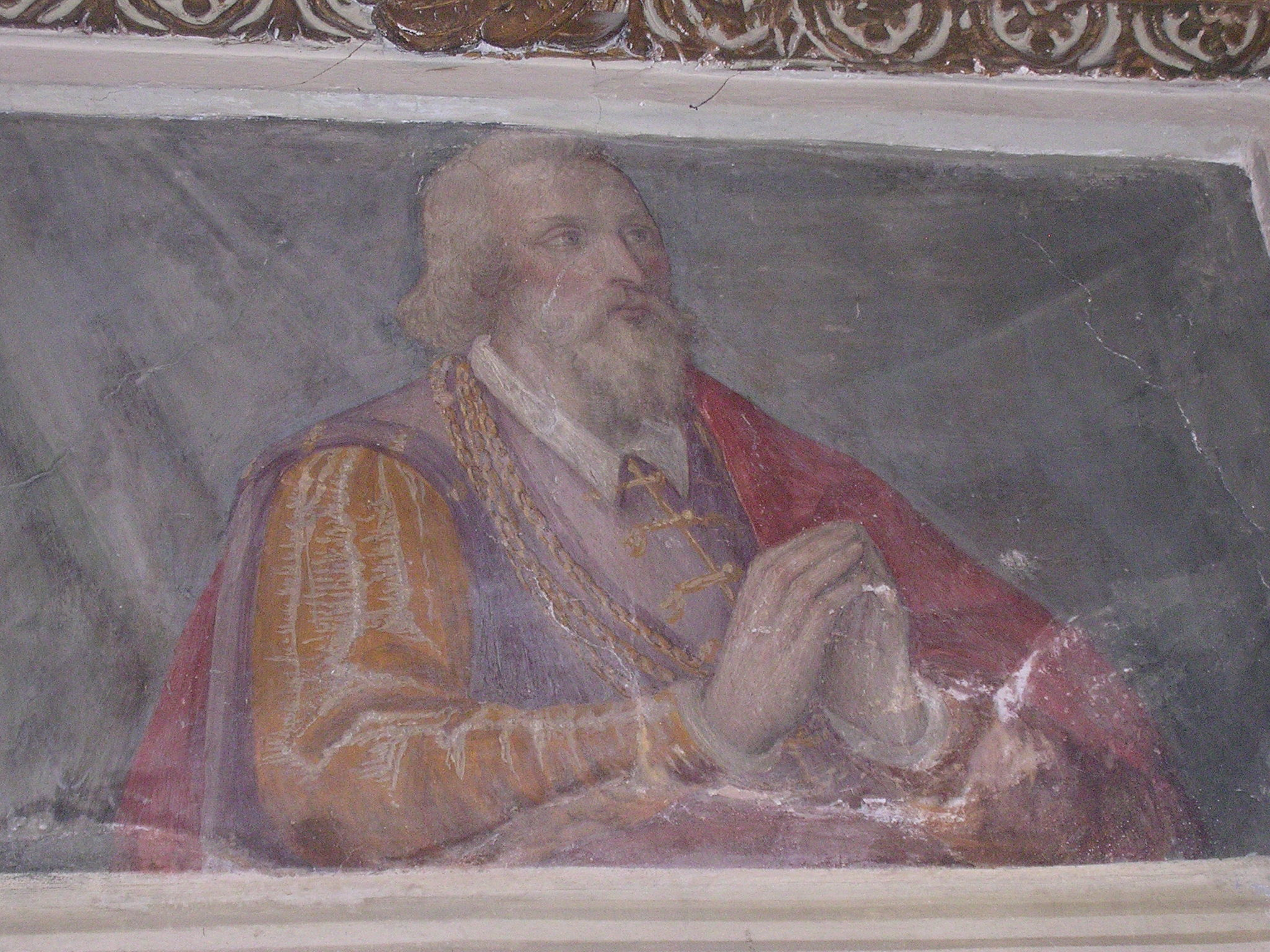
Aleramo, afgebeeld in de abdij van Grazzano

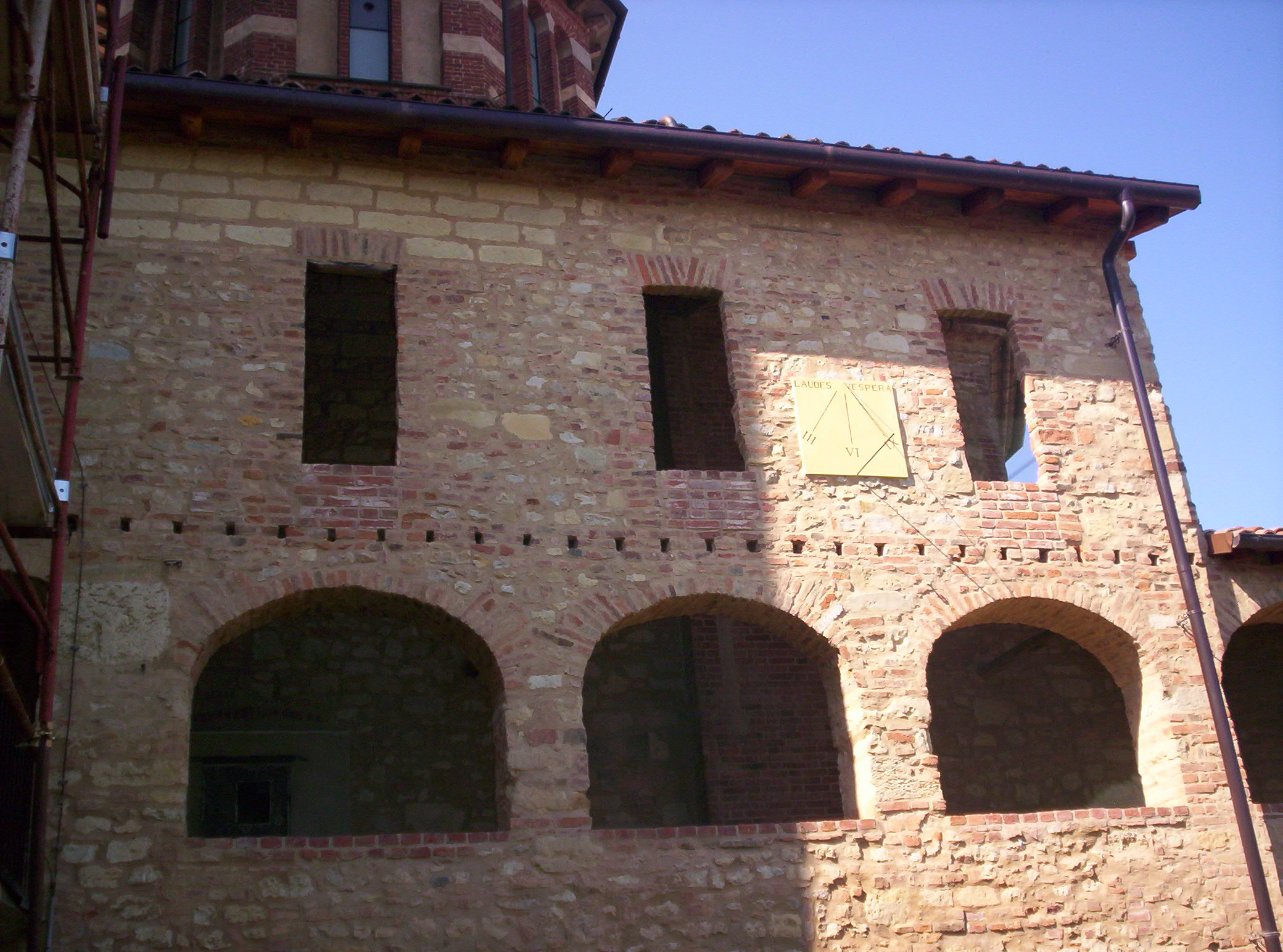
Voormalige abdij van Grazzano

Aleramo van Monferrato (koninkrijk Italië, voor 933 – circa 991) was markgraaf van West-Ligurië gelegen in het koninkrijk Italië, alsook markgraaf van de noordelijke helft van West-Ligurië: Monferrato.

## Levensloop
Aleramo was een zoon van Willem I van Monferrato, de eerste markgraaf van West-Ligurië. De naam van de dynastie van Monferrato, de Aleramiden, is afgeleid van Aleramo. Historici opperden dat de afkomst van Aleramo zowel Frankisch kan zijn (via zijn vader Willem I) als Bourgondisch. Dit werd afgeleid uit het feit dat Aleramo in goede relatie stond als leenman van Hugo van Arles, Bourgondische edelman en koning van Italië (tot 947). Aleramo was nadien een leenman van koning Berengarius II, van het huis Ivrea dat ook van Bourgondische afkomst was.
Aleramo volgde zijn vader op als tweede markgraaf van West-Ligurië, circa het jaar 938. Waarschijnlijk leefde zijn vader toen nog. 
De machtsbasis van Aleramo lag in het noorden van West-Ligurië. Dit is de streek Monferrato. Niettemin was Aleramo ook burggraaf in het zuiden, de kuststreek van Savona. Soms wordt West-Ligurië daarom aangegeven als Monferrato-Savona. In Monferrato stichtte Aleramo de benedictijnenabdij van Grazzano. Het werd het religieuze centrum van zijn dynastie, het Huis der Aleramiden. De abdij droeg ook de naam Abbazia Aleramica of abdij der Aleramiden.
De naam van de eerste echtgenote van Aleramo is onbekend. Vast staat wel dat hij 3 kinderen had uit het eerste huwelijk:
- Willem II van Monferrato. Willem II was mede-regent van West-Ligurië voor het noordelijk stuk Monferrato. Hij stierf voor zijn vader Aleramo, op jonge leeftijd voor het jaar 951.
- Anselmus I van Monferrato, ook genoemd Anselmus van Savona. Anselmus I concentreerde zich op het zuiden. Officieel droeg hij de titel van markgraaf van West-Ligurië doch hij heerste enkel over Savona, in het verbrokkelde zuiden. Hij lag aan de basis van het markgravenhuis van Savona, del Vasto en Saluzzo.
- Otto I van Monferrato. Otto I werd vanaf 969 mede-regent van Monferrato. Hij stierf in dezelfde periode als zijn vader, namelijk circa 991. Zijn oudste zoon, Willem III van Monferrato, bouwde het markgraafschap Monferrato belangrijk uit.

Aleramo ging een tweede huwelijk aan, circa 961, met Gilberga van Ivrea, koningsdochter van Berengarius II. Het was een beloning voor zijn steun wanneer Berengarius II de macht greep tegen Hugo van Arles. Aleramo trouwde dus hiermee in in het Huis Ivrea. Koning Berengarius II van Italië schonk, als bruidsschat, een gift aan de abdij van Grazzano. 
In het jaar 963, zowat 3 jaar na het huwelijk, werd Berengarius II op zijn beurt afgezet. Otto I de Grote, de machtige keizer van het Heilige Roomse Rijk, greep persoonlijk in het koninkrijk Italië. Berengarius II liet hij opsluiten. Aleramo viel zijn schoonvader af en steunde meteen Otto I. Aleramo mocht het markgraafschap Monferrato behouden, onder het Italiaans koningschap van keizer Otto I.